# Trustworthy Digital Repositories
Els repositoris digitals de confiança o Trustworthy Digital Repositories són aquells que tenen la missió de proveir informació confiable a llarg termini, administrar accés a recursos digitals per a la seva comunitat designada, ara i en el futur. Poden adoptar diferents formes: algunes institucions poden optar per construir repositoris locals, o gestionar els aspectes intel·lectuals i lògic d'un repositori i contractar a un tercer per al seu emmagatzematge i manteniment. Independentment de la infraestructura en general, això no obstant, per a satisfer les expectatives tots els repositoris digitals de confiança han de: 
- Acceptar la responsabilitat per al manteniment a llarg termini els recursos digitals en nom dels seus dipositants i per a benefici dels usuaris actuals i futurs.
- Tenir un sistema d'organització que dona suport no sols a la viabilitat a llarg termini del repositori, sinó també a la informació digital que té a càrrec seu.
- Demostrar la responsabilitat fiscal i la sostenibilitat.
- El seu disseny de sistema(s) ha d'estar en conformitat amb les convencions i normes comunament acceptades per a garantir la gestió, l'accés i la seguretat dels materials dipositats dins d'ell.
- Establir metodologies per al sistema d'avaluació que responguin a les expectatives de la comunitat de confiança.
- Han de dur a terme les seves responsabilitats a llarg termini als dipositants i usuaris obertament i de forma explícita.
- Comptar amb polítiques, pràctiques i acompliment que puguin ser auditats i mesurats.
- Satisfer les responsabilitats d'organització, alto nivell d'organització i responsabilitat operacional. Henry Gladney[1] recentment va afirmar que la integritat de les dades i la fiabilitat de la informació en documents digitals són bastant fàcils de resoldre: "La prova d'autenticitat de documents digitals i procedència pot aconseguir-se mitjançant codis d'autenticació de missatges signats per institucions de confiança." Mecanismes tals com les sumes de comprovació d'errors (o similars) i tècniques de detecció de sistemes de xifrat de clau. Aquesta afirmació dona suport a la importància dels reposotoris de confiança.

## Història
En 1994, la Comissió de Preservació i Accés (CPA)/RLG Task Force van començar a treballar junts per a descriure i explorar la naturalesa d'un repositori confiable per als materials digitals. El 1996 va crear l'informe RLG/CPA 1996, en el qual destacava la importància de la preservació a llarg termini de la informació digital en una escala adequada per a les demandes futures de la recerca, això requeriria una profunda infraestructura capaç de recolzar un sistema distribuït d'arxius digitals. Un component crític de la infraestructura d'arxivat digital era l'existència d'un nombre suficient d'organitzacions de confiança capaç d'emmagatzemar, migració i facilitar l'accés a les col·leccionsdigitals. Per això era necessari un procés de certificació per a arxius digitals requerida per a crear un clima general de confiança sobre les perspectives de la preservació de la informació.
El març de 2000 RLG i OCLC va iniciar una col·laboració per a establir atributs d'un repositori digital per a organitzacions de recerca, la construcció i la incorporació de la norma internacional l'ISO 16363, que posteriorment, va sorgir del Model de referència per a un Sistema d'Informació d'arxiu obert (DSAI). Es va crear un grup de treball per a arribar a un consens sobre les característiques i responsabilitats dels repositoris digitals de confiança per a grans col·leccions heterogènies, celebrat per les organitzacions culturals. L'agost de 2001 es va publicar un projecte d'informe que posteriorment va ser ampliat.
Com la Comissió de Preservació i Accés (CPA)/RLG Task Force sobre arxivat d'informació digital al seu informe de 1996, aquest grup de treball va reconèixer el desenvolupament a escala nacional i internacional, cada vegada més, de sistemes de repositoris digitals responsable de l'accés públic a llarg termini en esferes social, econòmica, cultural i patrimoni intel·lectual en format digital. També igual que Task Force, la RLG i OCLC entén que els creadors de continguts, els propietaris de la informació i usuaris actuals i potencials havien de poder confiar en repositoris digitals.
Finalment el 8 de juliol del 2010 aquests grups: Data Seal of Approval, Arxivat 2016-05-03 a Wayback Machine. The repository audit i Certification Working Group of the CCSDS i DIN Working Group “Trustworty Archives-Certification”, van signar un acord MoU per a donar suport al treball d'estàndards per a la creació d'un marc integrat per a l'auditoria i certificació de repositoris digitals. Aquest consisteix en tres nivells, en augment de la fiabilitat:
- Certificació bàsica: es concedeix als repositoris que obtenen la certificació DSA
- Certificació ampliada: s'atorga als repositoris de certificació bàsica, que a més, porten a terme una auditoria interna estructurada i són revisats externament a disposició del públic conforme a la norma ISO 16363 o DIN 31644
- Certificació formal: es concedeix als repositoris, que a més de la Certificació Bàsica, obtenen l'auditoria eterna completa i la certificació basada en la norma ISO 16363 Arxivat 2016-07-14 a Wayback Machine. o equivalent DIN 31644

## Característiques
1. Compliment amb el model de referència per a un Sistema d'Informació d'arxiu obert (DSAI): Un repositori digital de confiança s'assegurarà que el sistema del repositori global compleix amb el model de referència OAIS. Un servei d'arxivat digital efectiu dependrà d'un enteniment compartit a través de la necessària varietat de parts interessades del que ha d'aconseguir i com ho fa. El model de referència proporciona un marc comú, incloent-hi la terminologia i els conceptes utilitzats per a descriure i comparar les estructures i operacions d'arxius digitals. A més, la DSAI proporciona tant un model funcional -les tasques específiques realitzades pel repositori com l'emmagatzematge o accés-i el corresponent model d'informació que inclou un model per a la creació de metadades per a donar suport al manteniment a llarg termini i l'accés. Les organitzacions i institucions que han de construir repositoris digitals haurien de comprometre's a entendre aquests models i assegurar-se de complir tots els aspectes conforme al sistema general.
2. Responsabilitat administrativa: això fa referència al fet que han de proporcionar proves conforme el compromís fonamental pel que fa a l'aplicació de la gamma de les normes acordades i les millors pràctiques que afecten les seues operacions, especialment aquelles que influeixen directament sobre la seva viabilitat i sostenibilitat. La responsabilitat administrativa s'estén al compliment estàndards nacionals i/o internacionals per al medi ambient físic, procediments de còpia de seguretat i recuperació, i sistemes de seguretat. El repositori de confiança han de dur a terme les normes comunitàries en matèria de rendiment i recopilar i compartir dades de mesuraments de rutina amb els dipositants. Comprendrà la comunitat externa d'experts a validar i/o certificar els seus processos i procediments amb regularitat. Tots els aspectes de l'adquisició, manteniment, accés i retirada, es duran a terme per escrit. A més, la gestió de riscos en curs i la planificació de contingència exercirà una part rutinària de l'assemblea anual de l'organització i planificació estratègica d'activitats. Per acabar, es comprometran amb la transparència i la rendició de comptes en totes les seves accions.
3. Viabilitat organitzativa. La seva missió comença en declarar i reflectir un compromís a llarg termini per al manteniment, la gestió i l'accés als béns culturals digitals en favor dels dipositants i usuaris. La seva condició jurídica i la situació serà adequada a la gamma de responsabilitats que estan realitzant. Les seves pràctiques empresarials seran transparents i directes. Els nivells de dotació de personal i àrees d'especialització seran l'adequat per al treball emprès; a més, la capacitació del personal i oportunitats de desenvolupament professional, incloent-hi l'assistència a conferències i la participació, es donarà prioritat a aplicar la importància d'habilitats del personal. El repositori es revistat constantment envers les seves polítiques i procediments perquè assegurin un creixement adequat, ja que poden sorgir nous processos més innovadors que millorin l'efectivitat de l'organització.
4. La sostenibilitat financera. Ha de ser capaç de demostrar la seva sostenibilitat financera a llarg termini. En general, els repositoris de confiança s'adhereix a totes les bones pràctiques comercials i ha de tenir un pla de negocis sustentable en el lloc. El benestar organitzacional i financer ha de ser revisat almenys anualment. Els procediments normals de comptabilitat ha de ser utilitzat. Tant a curt com a llarg termini els cicles de planificació financera ha de demostrar un compromís continu amb un balanç de riscos, beneficis, inversions i despeses. Els pressupostos operatius i de reserves ha de ser adequat.
5. Idoneïtat i procediments tecnològics. Un repositori digital de confiança ha de considerar totes les opcions i comunicar obertament sobre la idoneïtat de l'adopció de diferents estratègies. S'assegurarà que té tot el maquinari i el programari siguin adequats per a les funcions de gestió d'inventari, incloent-hi totes les formes d'adquisició, emmagatzematge i accés que ofereix. El repositori també tindrà polítiques i plans per a la substitució de tecnologia segons sigui necessari. Complirà amb totes les normes i millores pràctiques, assegurarà que el personal tingui l'experiència suficient per a entendre i aplicar-ho. També s'han de sotmetre a auditories externes regulars sobre els components del sistema i el seu rendiment.
6. La seguretat del sistema. Tots els sistemes utilitzats en l'operació d'un repositori digital de confiança seran dissenyats per a garantir la seguretat dels actius digitals. Les polítiques i pràctiques compliran els requisits comunitaris, especialment els relatius als processos de copying, redundància de dades, sistemes d'autenticació, els firewalls i els sistemes de còpia de seguretat. Estipularan estratègies per afrontar desastres de manera proactiva resposta i recuperació, i el personal serà capacitat adequadament. Es prestarà especial atenció als processos que aborden la integritat de les dades per a evitar la pèrdua de dades, detectar canvis en les dades, i restaurar les dades perdudes o danyades. Qualssevol canvis detectats (inclosa la pèrdua o corrupció i restauració) seran documentats i el dipositant serà notificat dels canvis i les mesures preses.
7. Responsabilitat processal. Un repositori digital de confiança és responsable d'una sèrie de tasques i funcions interrelacionades (vegeu la secció 4, responsabilitats); per tant, serà responsable de totes les polítiques i procediments pertinents. Les accions dutes a terme a l'organització seran documentades i disponibles a petició. Els mecanismes de supervisió mesuraran i asseguraran el funcionament continuat de tots els sistemes i procediments. Les estratègies de preservació realitzades (per exemple, la migració, l'emulació, etc.) es gravarà i justificarà en el context de les millors pràctiques en tota la comunitat. Els mecanismes de retroalimentació es duran a terme per a donar suport a la resolució de problemes i per a negociar les necessitats canviants entre el repositori, els proveïdors de serveis de tercers, i les comunitats designades.

## Responsabilitats

### Organització i responsabilitats d'alt nivell Curatorial
És necessari per comprendre plenament les responsabilitats que han d'assumir per a la preservació dels materials digitals. La responsabilitat organitzacional ha d'entendre's en tres nivells bàsics. Les organitzacions han de comprendre primer les seves pròpies necessitats locals. En segon lloc, necessiten entendre que altres organitzacions poden compartir algunes de les responsabilitats a través de la geografia o arranjaments, tals com els acords de nivell de consorcis o comunitats d'usuaris compartits, disciplines o format de materials. En tercer lloc, necessiten entendre que les responsabilitats poden ser compartides distribuïda, el seu èxit es basa en el mutu enteniment per mitjà de la Federació o de la xarxa de repositoris de les seves respectives funcions i rols. La cobertura àmplia i efectiva dins de les col·leccions i la interoperabilitat entre els repositoris es basarà en:
- L'abast de les col·leccions.[3] Els materials digitals per a biblioteques i arxius poden ser simples (per exemple, basada en text), arxius digitals multimèdia o recursos de bases de dades complexes. L'enorme varietat de materials digitals i el paper que exerceixen en la col·lecció provoca que el desenvolupament i l'aplicació de polítiques de col·leccions siguin desafiadores. L'existència o inexistència d'un equivalent físic influeix en les decisions sobre com els recurs digital estan preservats. Per als materials que tenen una contrapart física, s'aborden consideracions tals com la condició dels materials originals i la raó per a la digitalització (per exemple, per augmentar l'accés als materials). Els materials que són "nascuts digitals" pot presentar problemes més difícils perquè el seu "ser digital" no és només un mètode d'accés, representa el seu valor com un artefacte d'informació. Per a molts recursos digitals, la conservació efectiva dependrà tant de la preservació digital de l'objecte a nivell de característiques o propietats com en la preservació del seu contingut intel·lectual. I el que és més important, quan una biblioteca o arxius digitalitzin les seves pròpies col·leccions, es poden controlar les decisions sobre normes, formats, control de qualitat i la documentació.
- La preservació i la gestió del cicle de vida. La presa de decisions de preservació digital dels elements no pot esperar fins que l'ús continu dels materials ha demostrat que val la pena mantenir-los, ja que resultarà en actuacions de conservació que són més complexes, més mà d'obra, i més costosos. Un recurs pot fins i tot ser ostatge d'una peça de programari obsolet. També és important acceptar el fet que la informació digital és més transitòria i mutable, per la qual cosa poden no sobreviure a una negligència benigna. La conservació exigeix una gestió activa que comença en la creació del material i depèn d'un enfocament proactiu per part de repositoris digitals i la cooperació de les parts interessades, incloses els proveïdors de dades que englobaria als creadors de contingut, els desenvolupadors de sistemes i els futurs usuaris; que són tots els possibles interessats en la preservació dels materials digitals, i això complica la determinació de responsabilitats a qui, quan i durant quant temps. Sovint, els creadors dels materials digitals o el disseny dels sistemes de gestió de contingut digital no tenen gran interès en la seva conservació a llarg termini. Per exemple, els editors comercials estan justificadament interessats en la preservació dels seus materials només en la mesura en què són comercialment viables, mentre que les biblioteques i els seus usuaris estan sovint interessats a tenir accés constant als materials molt temps després que deixin de ser rendibles. De la mateixa manera, per a arxius, és generalment quan un sistema de gestió electrònica de registres està dissenyat (molt abans que els registres són creats) que es prenen decisions clau que afecten la conservació a llarg termini dels mateixos registres. En tots dos casos, les decisions sobre com es manegen els materials creats o mantinguts en determinen com o la possibilitat que el repositori pugui conservar-los.
- Propietat dels materials i altres qüestions legals. La responsabilitat de la conservació ha estat tradicionalment considerada al costat de la propietat dels materials; és a dir, el propietari dels materials és el responsable de determinar la seva vida útil. No obstant això, la titularitat dels materials digitals sovint no és senzill. Mentre que un llibre pot ser pres en la col·lecció i a la prestatgeria, els materials digitals són menys tangibles. Per a un nombre creixent de materials digitals considerats "integral" per a la recerca de col·leccions i arxius, l'accés és proporcionat per mitjà d'acords de llicència, amb freqüència proporcionat per un consorci regional o nacional. El règim de llicències es pot aplicar a qualsevol dels continguts digitals en si o amb el programari necessari per a una funcionalitat específica i l'accés dels continguts. Encara que l'organització pot posseir el dret a accedir al material o utilitzar el programari durant un període determinat, sovint no existeix una garantia de drets més enllà dels termes de la llicència. Mentre els editors comercials estan començant a oferir alguna garantia d'accés permanent, la majoria dels acords de llicències són encara perillosament vagues sobre com el Repositori digital serà mantingut i com garantir l'accés a llarg termini. Dependre únicament dels creadors o productores de materials digitals per a la preservació a llarg termini és potencialment perillós, ja que els recursos digitals no són generalment creats o dissenyats amb la preservació a llarg termini al cap.

Serà fonamental en el futur per a la recerca, que els repositoris treballin tan estretament com sigui possible amb els creadors de continguts per assegurar que la preservació a llarg termini i les responsabilitats, estan clarament compresos i documentats en els acords de concessió de llicències; això està sent estudiat per la Fundació Andrew W. Mellon's i-Journal Archiving. Program exigirà una major cooperació i a comunicació eficaç amb els editors, proveïdors de programari, i altres productors per garantir que el que es diposita és una còpia de l'objecte de 
dades en el format més adequat per preservar els materials a llarg termini. La comprensió de la important diferència que existeix entre la preservació a llarg termini i a curt termini, especialment mentre els materials d'accés encara són comercialment viables, és crítica. Les biblioteques poden requerir diferents acords de llicència per a la preservació a llarg termini d'accés de l'usuari final.
Sovint, els drets que es relacionen amb el programari i els sistemes que s'utilitzen per crear el material incideixen en la seva preservació. La preservació digital té encara més implicacions legals. Com preservació infringeix als drets d'autor segueix sent incert. Per exemple, el creador de contingut generalment no posseeix els drets sobre el programari i els sistemes utilitzats per crear l'arxiu digital.
Això planteja la necessitat de plantejar qüestions jurídiques a l'accés o canvis en aquests sistemes. En el millor dels casos, un repositori haurà de disposar d'autorització de drets independents pel manteniment a llarg termini; en el pitjor dels casos, la conservació estarà en perill, ja que estaran en joc la no obtenció dels drets per a l'accés. S'han realitzat alguns treballs sobre la creació de repositoris de programari per ajudar a abordar aquestes preocupacions, no obstant això la comunitat de repositoris de recerca hauran de fer una crida a aquest conflicte, i prendre en consideració la creació o renovació legislació del dipòsit nacional.
- Implicacions de costos. Encara que no es coneix molt dels costos de la preservació d'objectes digitals complexos al llarg del temps, la comunitat bibliotecària ja compta que la preservació digital requeriran un nombre potencialment més elevat de compromisos que els materials tradicionals. Encara que tal vegada és massa aviat per a comparar els costos de preservació digital i tradicional, una cosa és certa: la preservació de materials digitals requerirà compromisos de recursos al llarg del temps. Mentre que els materials tradicionals tenen costos actuals per a entorns d'emmagatzematge estables, els materials digitals també requerirà anàlisis periòdiques i l'aplicació de noves tècniques d'estratègies per garantir l'accés permanent. És probable també que la preservació digital per esbossar sobre els recursos més tradicionals de preservació, i pot donar-se el cas que diferents estratègies tècniques (per exemple, diferents tipus de migració o emulació) requereixin diferents terminis i costos. En una recent publicació titulada La preservació de materials digitals de gestió, Jones i Beagrie[4] suggereixen que els costos de la preservació digital es basa en quatre factores interrelacionats:
- # La necessitat de gestionar activament els canvis inevitables en la tecnologia a intervals regulars i durant un temps infinit.
- # La falta de normalització en els mateixos recursos i els acords de llicència amb els editors i altres productors de dades, realitzant economies d'escala difícil d'aconseguir.
- # Els mitjans encara no resolt de forma confiable i precisa representació de certes publicacions digitals perquè no es perdi informació essencial després dels canvis tecnològics.
- # Que durant cert temps la preservació digital pot tenir un cost addicional per sobre dels costos de les col·leccions tradicionals, a menys que es pot produir estalvis.

Les tecnologies digitals i aplicacions poden canviar ràpidament les estratègies per preservar els objectes resultants dels nous enfocaments. Per tant, és difícil, si no impossible, establir costos concrets per a totes les activitats connexes. A més, la incertesa del compromís financer representat per la preservació digital fa assumir responsabilitats de conservació més complexes. Es pot treballar per comprendre com els costos es reproduiran i on es pot estalviar, ja en la preservació de materials digitals no es pot esperar obtenir informació exacta. El que serà important és la comprensió dels principals costos a assumir i com, dins de les pràctiques existents, aquests poden ser incorporats per aconseguir economies d'escala. A més, es pot delegar part d'aquest a altres parts interessades (per exemple, proveïdors de contingut) que poden disminuir els costos (per exemple, canviant la forma en la qual el subministren els materials per al dipòsit en formats específics o amb millors descripcions).
Exemple d'això serien la Biblioteca de la Universitat de Cornell, Arts and Humanities Data Service (dispositius antimanipulació) i laBiblioteca Nacional d'Austràlia.
Els repositoris també han d'entendre més sobre els avantatges dels enfocaments de col·laboració. Els costos poden ser més fàcils d'absorbir per mitjà de diverses institucions. Repositoris de recerca han de començar a treballar ara-"és probable que això sigui una millor estratègia, que solament discutint i estudiant el problema."
```
La integració de la conservació digital en la gestió diària i l'organització de la biblioteca o arxius ajudarà a garantir que el coneixement i les habilitats necessàries estan incrustats dins de l'organització dels primers i més eficaços d'estalvis o economies d'escala.
```

### Les responsabilitats operacionals
L'informe de CPA/RLG va recomanar la necessitat "d'un diàleg entre les organitzacions i els individus en les normes, criteris i mecanismes per certificar els repositoris d'informació digital com a arxius." El model de referència OAIS és un marc útil, dona profunditat i amplitud a la definició d'un repositori digital de confiança i els seus atributs associats. Un repositori digital fiable: 
- Negocia i accepta informació apropiada dels productors d'informació i els titulars de drets. Aquesta responsabilitat es refereix a totes les transaccions entre els proveïdors de continguts (incloent-hi el creador, els titulars dels drets, etc.) i el repositori abans de la seva presentació oficial en el repositori. La naturalesa d'aquestes interaccions està determinada pel control o la influència del repositori té sobre la creació o la presentació dels recursos. Alguns repositoris volen que els creadors de continguts, per s'ajustin a les restriccions específiques sobre el tipus o format de materials, mentre que uns altres exerceixen poca o cap influència en la creació de materials. En la majoria dels casos, algun tipus d'activitat per preparar els materials de presentació (per exemple, creació de metadades i documentació) és necessari. En les negociacions es cobreixen:

1. 1. Qüestions legals, involucrant a totes les negociacions relatives als drets d'autor i altres drets (per exemple, Privadesa, les restriccions dels donants) i l'espai lliure apropiat per al manteniment a llarg termini i l'accés permanent, així com de curt termini o d'accés immediat en alguns casos. La preservació a llarg termini podria veure's en perill si la presentació dels materials es basa exclusivament en les negociacions per a l'accés actual, que pot ser més restringit per protegir els interessos comercials del proveïdor de continguts.
  2. Especificacions convingudes sobre la base de metadades de preservació. Un repositori ha d'assegurar-se que existeixen acords amb els proveïdors de contingut sobre el patrimoni bibliogràfic i les metadades tècniques que acompanyen als materials presentats .
  3. Comprovacions d'autenticitat, per confirmar que els materials digitals presentats al repositori són exactament el que el proveïdor de contingut ha previst. Manteniment de registres, amb la documentació adequada per a les transaccions entre el repositaris i el proveïdor de contingut.

- Obtenir un control suficient de la informació. Aquesta responsabilitat es refereix a les activitats després de la presentació o identificació del material i involucra la preparació de l'objecte per al seu emmagatzematge en el repositori, incloent-hi:
- # Anàlisi dels continguts digitals: En aquest punt, el repositori deu, en consulta amb el dipositant/drets propietaris i gerents de sistemes, avaluar l'objecte digital i determinar quins de les seves propietats són importants per a la seva conservació. Drets que han estat obtinguts per influència de materials protegits per drets d'autor d'aquesta anàlisi, igual que les polítiques de gestió de col·leccions col·lecció documentada i fortaleses. Aquest és el moment per aplicar polítiques sobre quins formats són acceptables i les migracions necessàries que hauria d'haver tingut lloc. Una vegada que s'hagin pres decisions sobre quins seran conservats, aquesta avaluació ha de ser automatitzada tant com sigui possible i els continguts analitzats sistemàticament a mesura que el material es diposita en el repositori.
- # Avaluar propietats significatives d'un objecte. En treballs recents s'ha demostrat que abans que els materials digitals es col·loquen en un repositori, la institució propietària ha de decidir quin nivell de preservació digital és adequada per a cada objecte o classe d'objectes. Les decisions sobre un objecte "propietats significatives" influeixen en les decisions sobre el nivell i el mètode d'accés, així com el nivell de preservació metadades requerides per al manteniment a llarg termini. Cedres i la Biblioteca Nacional d'Austràlia han explorat el concepte de propietats significatives, o un objecte d'"essència preservable." en particular per a repositoris amb una àmplia varietat de materials digitals. Per als materials tradicionals, l'accés i la preservació sovint són un i el mateix i generalment es realitza per la mateixa organització. Per a materials digitals, no n'hi ha prou amb mantenir una seqüència de bytes, ja que no necessàriament garanteixen que el material digital sigui conservat en un nivell acceptable tant per al repositori i els usuaris. Per a materials digitals, el nivell d'"accés" en el sentit tècnic depèn de les sentències dictades pel director de la col·lecció i hauria de reflectir les polítiques de gestió de col·leccions del repositori. Una de les propietats importants de l'objecte digital és que no són absoluts, ni són estàtiques. Quan un repositori determina quines propietats són importants, aquestes depenen de la naturalesa de l'organització, els serveis que ofereix, i el seu paper en la conservació. El director de la col·lecció estipula els nivells adequats de preservació i accés per complir les responsabilitats del repositori i satisfer les necessitats dels seus interessats directes. El material que es consideri per formar part de la col·lecció podrien conservar totes les seves funcionalitats originals, mentre que els materials més perifèrics podries no incloure el complement complet d'aquestes funcions o propietats. Una biblioteca pot tenir una varietat de formats i funcions associades a un objecte digital (per exemple, PDF, HTML, XML o SGML per a una revista electrònica) i l'autoritat per triar el que desitja conservar. No obstant això, per assegurar l'autenticitat d'un registre electrònic en un context jurídic, els arxius poden enfrontar més opcions restringides; per exemple, no poden fer qualsevol canvi funcionals en el registre electrònic. Des de la gestió de col·leccions les polítiques poden canviar amb el temps, els repositoris poden necessitar per revaluar i reconsiderar les seves propietats significatives dels objectes digitals. Les importants propietats d'un objecte digital (és a dir, el nivell acceptable de funcionalitat) dictar la forma tècnica subjacent que ha de ser documentada i justificada per garantir la conservació de les propietats i de la quantitat de metadades, incloent-hi les metadades tècniques detallades, que han de ser emmagatzemats juntament amb la seqüència de bytes per garantir que l'objecte és accessible als nivells acordats. Naturalment, les decisions sobre les propietats significatives tenen importants conseqüències en matèria de recursos, ja que les propietats més importants que es consideressin necessàries, requeriran més metadades associades. La creació i el manteniment de les metadades associades amb el detall de l'objecte i propietats significatives són fonamentals per a la preservació de la funció del repositori, les descripcions detallades i la informació tècnica seran necessàries per a representar la seqüència de bytes en un objecte digital significatiu i s'ha d'assegurar la preservació a llarg termini.
- Mecanismes d'accés continu. Un repositori ha de triar una estratègia per a l'accés permanent, que hauran de ser revaluats periòdicament a mesura que la tecnologia canvia. Per exemple, si un objecte es basa en un complex entorn tècnic o utilitza tecnologia patentada, una emulació d'aquest entorn podria ser desitjable, sigui ara o en el futur, la qual cosa afecta el nivell de metadades tècniques necessàries. De fet, pot ser que el repositori emmagatzema un emulador, en aquest cas algunes normes per al desenvolupament de l'arxivística d'emuladors de qualitat serà necessari.
- Verificació de metadades: Les metadades que acompanya a l'objecte quan es va presentar en el repositori ha de ser verificada i, de ser necessari, millorat per admetre l'objecte del manteniment a llarg termini o, així com el continu accés.
- Únic i persistent identificació de materials. S'ha treballat molt sobre la necessitat de nomenclatura única i persistent. Punt clau en la preservació a llarg termini dels materials digitals. Un repositori, necessita assegurar-se que una convenció de nomenclatura estàndard és acceptada, està en el lloc que identifica els seus materials i persistentment, exclusivament per al seu ús tant dins com fora del repositori. Igualment important és un sistema de vinculació fiable de serveis de resolució a fi de trobar l'objecte de nom únic, independentment de la seva ubicació física. En un model distribuït, és particularment important que les organitzacions participin d'acord amb les convencions de nomenclatura estàndard i les opcions de resolució.
- Creació del paquet d'informació d'arxivat. Els repositoris digitals poden emmagatzemar un objecte digital i les seves metadades associades en dues formes: com una sola seqüència de bytes o per separat. Per raons pràctiques, els repositoris poden preferir per emmagatzemar l'objecte digital dins del repositori i proporcioni només referències de les metadades associades en altres sistemes, com les dades bibliogràfiques emmagatzemades en el sistema de gestió de la biblioteca. L'encapsulament evita duplicar les metadades, però separar un objecte digital i les seves metadades pot presentar problemes en el futur. Alguns experts consideren que la preservació a llarg termini pot ser millor servit per emmagatzemar el contingut digital i totes les seves metadades rellevants com un únic arxiu. Les metadades i la codificació i transmissió d'estàndards (SM) per a la codificació descriptius, administratius i estructurals aborda aquesta necessitat de metadades. Depenent del seu ús, un document dels Mets podrien utilitzar-se en la funció d'enviament de paquets d'informació (SIP), la informació d'arxius de paquet (AIP), o la difusió d'informació Package (DIP)
- L'autenticació i la comprovació de la integritat. El repositori ha de garantir que s'estableixin mecanismes per verificar l'objecte digital, incloent-hi totes les metadades associades. El repositori ha de verificar que els objectes digitals poden ser prestats (o almenys explorat) a partir de l'encapsulació de nou en la seva forma original, tal com va ser presentat en el repositori. Això ha d'incloure no només la verificació de la integritat de la seqüència de bytes sinó també confirmant la usabilitat i la funcionalitat de l'objecte.
- Emmagatzematge: L'emmagatzematge pot estar centralitzat o distribuït. La política d'emmagatzematge ha d'incloure sistemes de rutina per a la comprovació de la integritat de la seqüència de bytes (una vegada que s'ha establert dins de les instal·lacions d'emmagatzematge) la redundància de dades, l'emmagatzematge de dades, i mesures de prevenció i preparació per a desastres, resposta i recuperació. Per complir amb aquesta responsabilitat és necessari:
- # Anàlisi detallada d'un objecte o una classe d'objectes per avaluar les seves propietats significatives. Anàlisi hauria de ser automatitzada tant com sigui possible i informats per la política de gestió de col·leccions, drets en jocs, la base de coneixements de la comunitat designats, i restriccions de directiva en formats d'arxiu específics
- # Creació i verificació de dades bibliogràfiques i de metadades tècniques i documentació en suport a la conservació a llarg termini dels objectes digitals segons les seves propietats significatives i tecnologia subjacent o en forma abstracta, amb la supervisió i l'actualització de les metadades com sigui necessari per reflectir canvis en tecnologia o acords d'accés. Això inclou la comprensió de com les estratègies d'accés permanent, tals com la migració i l'emulació, influeixen en la creació de metadades de preservació.
- # Un robust sistema d'identificació única.
- # Un mètode confiable per encapsular l'objecte digital amb les seves metadades en el repositori.
- # Una instal·lació d'emmagatzematge d'arxivat confiable, incloent-hi un programa continu de mitjans refrigerio; un programa de seguiment de mitjans de comunicació; els sistemes de còpia de seguretat distribuïts geogràficament; la rutina de comprovació d'integritat i autenticitat de l'objecte emmagatzemat; la preparació per a casos de desastre, resposta i recuperació; i polítiques i procediments de seguretat.
- La determinació de la Comunitat designada del repositori La conservació es duu a terme per a la comunitat designada: si desitja conservar un objecte o una classe d'objectes inicialment està determinada per la forma en què els valors de la comunitat assigna el seu contingut. Així mateix, la creació de la infraestructura tècnica per garantir l'accés a l'objecte depèn enterament de la comunitat sobre la capacitat tècnica o base de coneixements, la qual cosa determina el nivell mínim de metadades tècniques associades accés a llarg termini. Tradicionalment, el coneixement d'una biblioteca en la comunitat designada va ser obtinguda per mitjà de la interacció cara a cara. En general, la comunitat d'usuaris va ser assumida per cabre dins d'una definició àmplia de la recerca o la comunitat acadèmica. Les comunitats d'usuaris de repositoris digitals, no obstant això, són molt més difícils de destriar. Els repositoris no només ha de satisfer les necessitats dels usuaris actuals, l'arxivat a llarg termini està dissenyat per beneficiar a les generacions futures, potser centenars d'anys a partir d'ara. Anticipant les necessitats d'aquests usuaris o els seus mitjans tècnics és encara més difícil. Qualsevol infraestructura tècnica que satisfaci les necessitats dels usuaris actuals no ha d'excloure altres possibles o els diferents usos i usuaris en el futur.
- Polítiques i Procediments documentats. En el passat, algunes organitzacions poden haver invocat vaga o fins i tot política no escrita per a la gestió de col·leccions tradicionals. No obstant això, per assegurar l'eficàcia i eficiència dels mecanismes de conservació a llarg termini i el continu accés als seus continguts digitals, un repositori requereix estar ben documentat i àmpliament adoptat a polítiques i procediments actuals. Per a repositoris distribuïts, això significa clarament les responsabilitats entre les organitzacions participants i els consorcis. Per a repositoris de recerca, una estratègia o política per a la preservació dels materials digitals poden necessàriament relacionar més àmpliament la informació a l'organització de l'estratègia com un tot. Més en particular, no obstant això, una política per a la preservació d'arxius digitals ha d'asseure's còmodament dins o al costat de les polítiques de contingut no digital. El vincle entre la política i el procediment també serà decisiu. Si la política d'un repositori de recerca estableix diferents nivells de recol·lecció per a la retenció a llarg termini, cada nivell es necessita un procediment corresponent. Amb el temps, les polítiques i els procediments vinculats ajudarà a reduir els costos mitjançant el suport a l'automatització i escalat. En lloc de considerar cada objecte digital individualment al moment del dipòsit, els procediments s'apliquessin automàticament, basat en la política d'una part determinada de la col·lecció.

## Objectius
1. Desenvolupar un procés per a la certificació de repositoris digitals.
2. Recerca i crear eines per a identificar els atributs importants dels materials digitals que han de ser preservats.
3. Investigar i desenvolupar models de repositori cooperatiu de xarxes i serveis.
4. Desenvolupar sistemes per a l'única identificació persistent d'objectes digitals que recolzen expressament la preservació a llarg termini.
5. Investigar i difondre informació sobre la complexa relació entre la preservació digital i els drets de propietat intel·lectual.
6. Determinar les estratègies tècniques per a proporcionar millor accés permanent.
7. Definir les metadades de nivell mínim requerit per al maneig a llarg termini i desenvolupar eines per a generar automàticament i/o extracte en la mesura del possible.

Les orientacions i recomanacions que inclou l'acord estan destinats principalment a les institucions culturals tals com a biblioteques, arxius, museus, i els editors de material acadèmic. Estan dirigides específicament a organitzacions amb responsabilitat legal per a la preservació del nostre patrimoni cultural. Al mateix temps, els tipus de tecnologies necessàries per a la preservació digital de confiança hauria de ser aplicable a qualsevol organització interessada en el manteniment a llarg termini i l'accés permanent a materials digitals. Encara que l'informe posa en relleu algunes qüestions estratègiques clau, el seu principal enfocament és pràctic a fi que pugui ser útil per als administradors d'alt nivell, així com a les d'aplicació de serveis d'arxivat digital.

## Treballs relacionats
- Projecte APARSEN - Sobre la base de l'Aliança per a l'Accés Permanent (APA) APARSEN és una organització de membres dels principals actors europeus en dades digitals i la conservació digital. Aquest projecte és finançat per la Unió Europea. Es combina i integra els esforços de preservació digital europea en una empresa compartida. L'objectiu és crear un centre de recerca virtual en la preservació digital per a Europa. El Programa Conjunt de l'activitat donarà lloc a les activitats de recerca de preservació digital d'integració en una visió comuna amb l'acord comú sobre: terminologia, estàndards probatoris, els serveis necessaris per a la seua conservació, l'accés i la reutilització dels fons de dades durant tot el cicle de vida. Una altra consideració serà aspectes legals i econòmics, incloent-hi els costos, qüestions de govern i dels drets digitals en la conservació digital.
- Grup de Treball PTAB - El grup de treball PTAB era un grup informal d'individus i institucions que van participar en el desenvolupament del 16363 ISO Llista de verificació de TDR i ISO 16919 Requisits per als organismes que realitzen l'auditoria i certificació documents. Alguns membres del grup de treball PTAB han passat a la formació dels auditors i administradors de repositoris.